# Компанієць Іван Маркурович
Компанієць Іван Маркурович (1890-ті, с. Суботів Чигиринський повіт, Київська губернія, нині Чигиринський район Черкаська область — середина лютого 1920 поблизу Чигирина) — військовий діяч, вчитель, сотник кінної сотні полку гайдамаків Холодного Яру (1920).

## Біографія
Народився в Суботові Чигиринського повіту Київської губернії у 1890-х роках. У селянській сім'ї, крім нього, було ще троє дітей.
Закінчив п'ятикласну суботівську школу, деякий час у ній викладав. Потім поїхав до Новоросійська Чорноморської губернії на заробітки.
До рідних країв повернувся у 1918 році, і майже одразу став членом місцевого повстанкому.
25 січня у Чигирині більшість учасників зборів політичних партій і громадських організацій проголосувала за встановлення радянської влади. Саме ці події поклали край союзу більшовиків і самостійників. Відбувся конфлікт між суботівчанами — членами Повстанкому Іваном Компанійцем і Свиридом Коцуром: 
| Іван і Свирид — вороги. Не мирилися. Памʼятаю, що вони один на одного револьвери направляли. |
Компанієць стає сотником кінної сотні Холодного Яру.
Вбитий коцурівцями у середині лютого поблизу Чигирина у 1920 році. Відспіваний у Покровській церкві с. Мельників, похований на території Мотриного монастиря.

## Зовнішність
Земляки відзначали вроду Івана. У словесному портреті сотника розбіжностей немає: жінки, які становили переважну більшість опитаних, насамперед відзначали, що Іван був гарний на вроду. Маємо підтвердження цього й у книзі Юрія Горліса-Горського, осавула штабу полку гайдамаків Холодного Яру:

| Розмовляючи з ним, – я не міг відірвати очей від його обличчя. Було воно класично гарне: чисті риси, густі, як намальовані, брови, палкі чорні очі – ласкаві та смілі, гарно розрізані свіжі уста. Коли усміхався, здавалося, що це усміхається вродлива жінка, що для жарту приліпила собі маленькі чорні вуса. |
Сестра розповідала про брата:

| Був одягнутий, аж страшно дивитись: шапка сива, шлик — червоний, чемерка — чорна, обкладена сивим, пояс — червоний, штани — червоні, як козацькі, широкі, чоботи — лаковані. А пояс зав'язаний по-козацьки. |

## Вшанування пам'яті
Могила Івана Компанійця неодноразово ставала місцем зборів повстанців Холодного Яру, про що свідчить Горліс-Горський у своєму романі «Холодний Яр».
Деякий час, поки існував монастир, за могилою доглядала двоюрідна сестра Івана, яка була черницею. Пізніше більшовики могилу розгорнули, але орієнтовне місце поховання відоме.
У квітні 2017 року Олег Островський власним коштом на території монастиря збудував «Козацький Хрест» (пам'ятний знак) на могилі Івана Компанійця — сотника  Холодноярського полку гайдамаків. Щороку біля нього збираються сотні патріотів, щоб вшанувати пам'ять козаків і гайдамаків котрі загинули за Волю України.
У місті Кам'янка є вулиця Сотника Компанійця.